# Errol Palmer
Errol Palmer (1945) è un ex cestista statunitense, professionista nella ABA.